# Goniastrea australensis
Espèce
Statut CITES
Goniastrea australensis est une espèce de coraux appartenant à la famille des Faviidae. Selon WoRMS, cette espèce n'est pas valide et correspond à Paragoniastrea australensis Milne Edwards, 1857 .